# Peltast

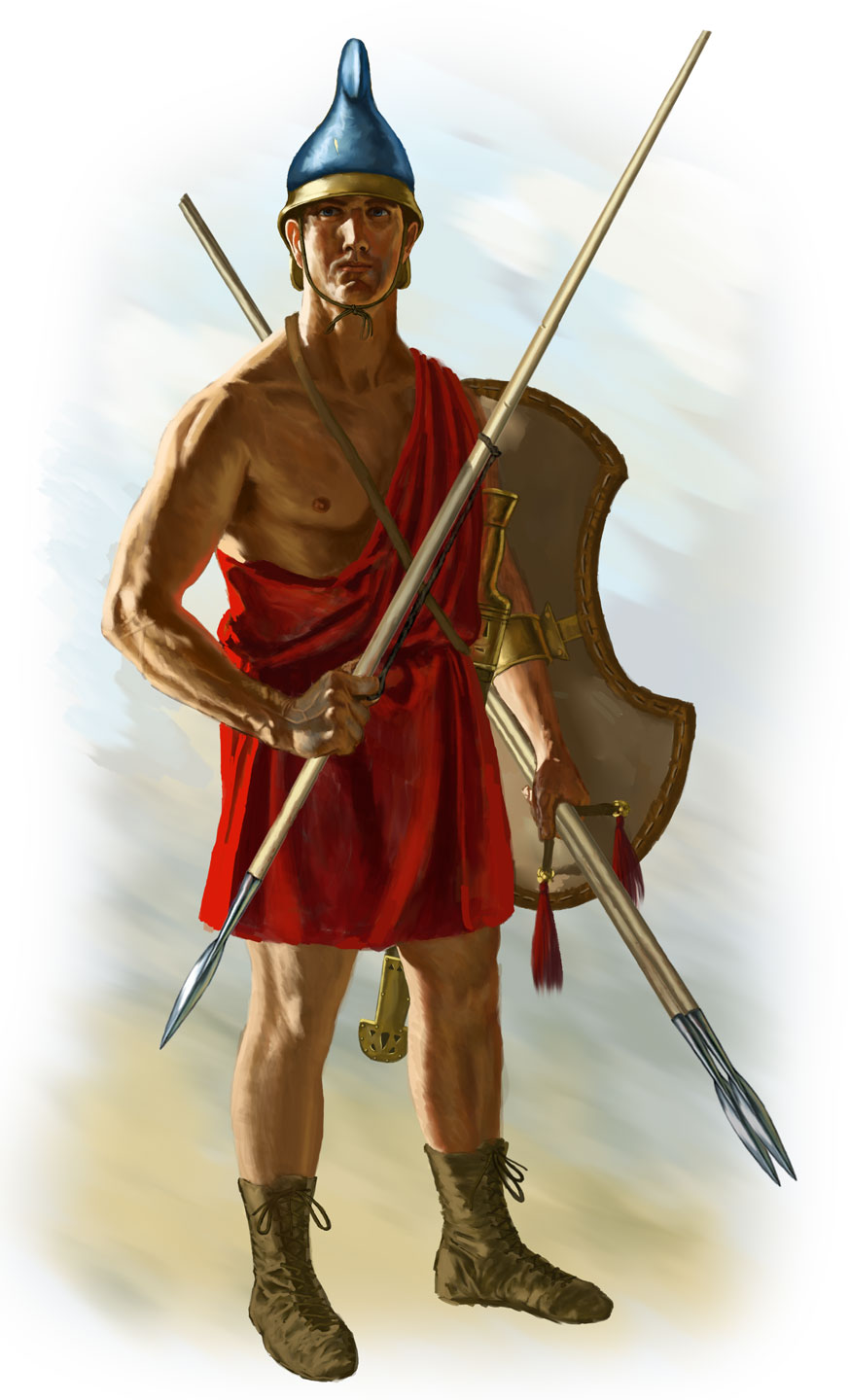
Agrianischer Peltast. Dieser hält drei Wurfspeere, einen in seiner Wurfhand, zwei in seiner Peltarion-Hand (Schildhand) als zusätzliche Munition

Als Peltasten (sg. altgriechisch πελταστής peltastḗs, deutsch ‚mit einem leichten Schild bewaffneter Soldat‘) bezeichnete man im antiken Griechenland eine bestimmte Art leicht bewaffneter Fußtruppen, die oft als Plänkler kämpften.
Erstmals verwendet wurde der Begriff für thrakische Söldnertruppen, die der Söldnerführer Iphikrates in Athen im 4. Jahrhundert v. Chr. vermehrt einzusetzen begann, nachdem sich in den Perserkriegen ihr Wert herausgestellt hatte. Sie trugen im Gegensatz zu den schwer gepanzerten Hopliten ursprünglich keine Rüstungen und statt eines Helmes meist nur eine Fellkappe. Sie waren mit Wurfspeeren bewaffnet und trugen leichte, Pelte genannte Schilde aus Korb und Leder, nach denen sie benannt wurden. Zu Beginn des 4. Jahrhunderts v. Chr. stellte zuerst der athenische Feldherr Iphikrates Peltasten-Einheiten auf, die nicht mehr aus Thrakern bestanden. Diese griechischen Peltasten rekrutierten sich aus den unteren Bevölkerungsschichten und entwickelten sich ebenfalls bald zu begehrten Söldnern. Von nun an wurden Helme häufiger getragen und die Schilde größer, später konnte sogar noch zusätzliche Körperrüstung dazukommen.
Da die Peltasten durch keine Rüstung behindert waren, waren sie den Hopliten an Beweglichkeit weit überlegen. Gleichzeitig waren sie den anderen, noch leichter bewaffneten Fußtruppen wie Bogenschützen und Steinschleuderern gegenüber durch ihren Schild besser geschützt und ihnen so auf kurze Distanz oder auch im Nahkampf überlegen.

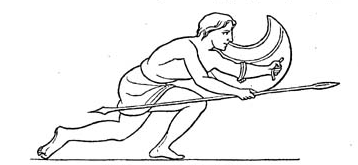
Kampfhaltung des Peltasten

In der linken Hand trugen sie sowohl den Schild als auch ein Bündel leichter Wurfspeere. Diese waren einen bis anderthalb Meter lang. Obwohl auf Darstellungen meist mit weniger zu sehen, konnte ein einzelner Kämpfer in Wirklichkeit wohl leicht etwa fünf Stück davon transportieren. Ihre Taktik bestand darin, sich in kleinen Gruppen und im Laufschritt der gegnerischen Phalanx bis auf Wurfweite zu nähern und ihre Wurfspeere zu werfen, um sich wieder zurückzuziehen, bevor die Hopliten ihre Lanzen gegen sie einsetzen konnten. Die Wurfspeere der Peltasten waren am Ende des Schaftes mit einer Schlaufe, der sogenannten Ankyle, versehen. Zum Werfen steckte der Peltast den Zeige- und Mittelfinger in die Schlaufe und hielt den Schaft mit den anderen Fingern. Die Schlaufe ermöglichte es ihm, den Speer mit großer Präzision und Wucht zu werfen.
Peltasten waren nicht dafür geeignet, schweren Nahkampf-Attacken des Gegners standzuhalten. Trotzdem waren sie neben ihren Wurfspeeren teilweise noch mit einem Kurzschwert ausgerüstet, das sie im Notfall benutzen konnten. Ab dem 4. Jahrhundert v. Chr. ging man sogar dazu über, zusätzlich zu den Wurfspeeren noch lange Lanzen für den Nahkampf mitzuführen.